# Чернавка (приток Ухтохмы)
Чернавка (устар. Чёрная) — небольшая река в России, протекает по Ивановской области в Лежневском районе. Впадает в Ухтохму с левого берега близ села Спасское. Исток реки теряется в заболоченных лесах северо-восточнее села Новоселки. Не судоходна.